# Токарево (Несвойский сельсовет)
Токарево — деревня в Вологодском районе Вологодской области.
Входит в состав Кубенского сельского поселения (с 1 января 2006 года по 8 апреля 2009 года входила в Несвойское сельское поселение), с точки зрения административно-территориального деления — в Несвойский сельсовет.
Расстояние до районного центра Вологды по автодороге — 48 км, до центра муниципального образования Кубенского по прямой — 19 км. Ближайшие населённые пункты — Корякино, Петрушино, Поляны, Круглица, Слободища, Бряча.
По данным переписи в 2002 году постоянного населения не было.